# アンディ&ルーカス
アンディ＆ルーカス(Andy & Lucas, 2003年 - ) はスペイン、カディス出身のアンディとルーカスによるシンガー・ソング・ライターのデュオ。フラメンコとポップスを融合させた楽曲が特徴的である。

## メンバー
- アンディ(Andrés Morales Troncoso 1982年4月4日 - )
- ルーカス(Lucas González Gómez 1982年9月28日 - )

## 経歴
- 2003年 オンダス賞、最優秀スペイン新人アーティスト 受賞。
- 2003年 アミーゴ賞、最優秀スペイン・グループ、最優秀新人グループ 受賞。

## ディスコグラフィ
- Andy & Lucas (2003年)
- En su salsa (2004年)
- Desde mi barrio (2004年)
- ¿Qué no? ¡Anda que no! (2005年)
- Ganas de vivir (2007年)
- Con los pies en la tierra (2008年)